# Мухаммед Хусейн-хан Мюштаг
Мухаммед Хусейн-хан Мюштаг (азерб. Məhəmməd Hüseyn xan Müştaq; ум. август 1780, Шеки, Шекинское ханство) — 3-й Шекинский хан (1759—1780) и азербайджанский поэт XVIII века.

## Биография
Мухаммед Хусейн-хан был сыном Хасан-аги и внуком основателя Шекинского ханства Хаджи Челеби. Его отец погиб в битве против армии Афшаридов. После убийства дяди — второго Шекинского хана Агакиши-бека он бежал в Ширван и обратился за помощью к Агаси-хану, который, в свою очередь, разбил армию Казикумухского ханства и отвоевал Шеки. Несмотря на его преемственность, наместник Ареша, Малик Али, которого теперь называли «султаном Ареша», не признавал его сюзеренитет. Лишь в 1761 году он попал в вассальную зависимость от ханства благодаря вмешательству правителя Урмии Фатали-хана Афшара, который в то время шёл на Карабахское ханство. Малик Али вскоре был убит ханом.
К 1760-м годам Мухаммед Хусейн-хан стал союзником Губинского хана Фатали, чтобы захватить Ширванское ханство. Чтобы начать переговоры, сам Мухаммад Сеид-хан из Ширвана отправился ко двору Фатали-хана, а его брат Агаси-хан направился к Мухаммед Хусейн-хану. Однако Мухаммед Хусейн ослепил Агаси-хана, а его брат заключен в тюрьму. В ханство вторглись 700 шекинских воинов, тогда как армия Губы насчитывала 7000 человек. Ханство было разделено между Шекинским и Губинским ханствами, которые назначали своих наместников. Западная часть находилась под управлением Манафа Зарнавая. Вскоре в августе 1768 года раскрытый заговор ухудшил отношения между союзниками, Манафа Зарнавай, которого начначил Мухаммед Хусейн-хан, стремился свергнуть власть Губинского ханства и объединить Ширван с Шеки в одно целое. Однако об их заговоре узнал Фатали-хан, который 17 августа 1768 года вторгся в Ахсу и убил Манафа. Войска Шеки были разгромлены союзом Губинского и Казикумухского ханств 20 сентября 1768 года Ширван был полностью присоединен к Губинскому ханству. Мирный договор был подписан в июле 1769 года.

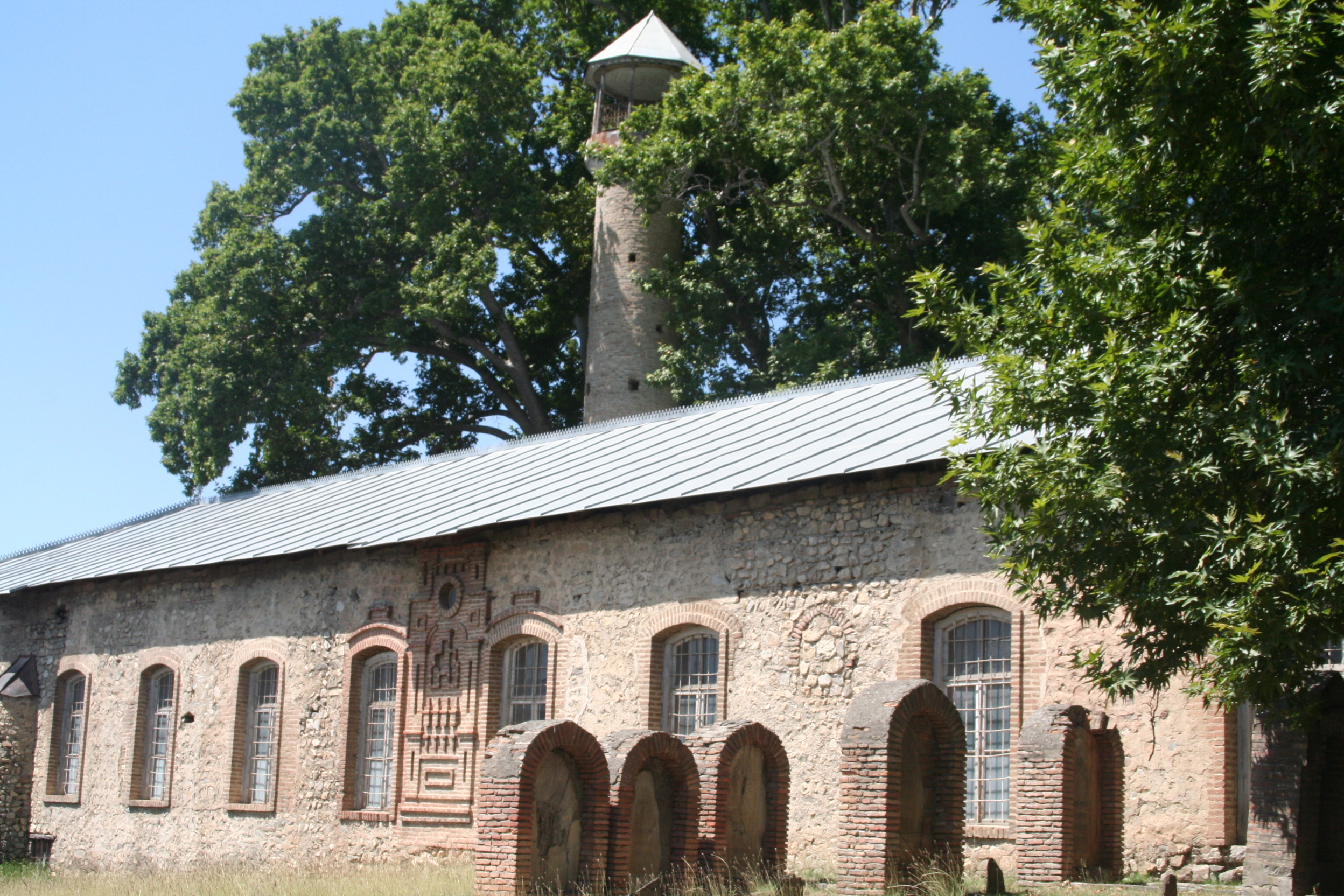
Кладбище Шекинской ханской мечети, где похоронен Мухаммед Хусейн-хан Мюштаг

Хотя Мухаммед Хусейн-хану удалось сохранить свой трон, его дядя Джафар-ага был его соперником, который претендовал на трон в силу того, что он был сыном Хаджи Челеби. Хусейн-хан решил убить его в 1770 году, что заставило его другого дядю Хаджи Абдулкадира восстать и бежать в горы. Абдулкадир был союзником беков Арешского султаната, двоюродного брата Хаджи Челеби Хаджи Расула и других членов знати, которые чувствовали обиду из-за недавней казни. Мухаммад Хусейн отправил своего сына Мухаммеда Хасана на переговоры, однако он был заключен в тюрьму и отправлен в Карабах. Позже хан попал в засаду своего дяди Хаджи Абдулкадира в 1780 году, который вместе со своими 70 людьми вторгся в дом хана и схватил его, убив его сына Ахмеда. Он был вынужден отречься от престола между 22 и 29 августа и впоследствии казнён. Хан был похоронен на кладбище Шекинской ханской мечети.

## Творчество
Мухаммед Хусейн-хан также был поэтом и писал под псевдонимом «Мюштаг». Он собирал вокруг себя талантливых поэтов того времени, таких как Шекили Неби, Шекили Раджи, Агджаязылы Зари, Рафе и других. Хан вдохновлялся поэзией Молла Панаха Вагифа. Он также почитался поэтом Молла Вели Видади, который даже написал мухаммас после смерти Мюштага. Перед казнью Мухаммед Хусейн-хан написал последнее своё стихотворение:
О, Господа, упал я с трона,
Разбежались мои слуги и имущество.
Сколько я решительно путешествовал,
Неправильно изменилась судьба моя.
Небо окутало мою спину, сделало похожим на лето,
Пролило мои слёзы, превратило в реку,
В последний день жизнь моя прошла ах, да ух,
Совсем опечалилось состояние моё.
Пролил слёзы, прибыл в каждую сторону,
Никто не помог мне,
Моя украшенная комната досталась врагу,
Разграблен был и трон мой, и имущество.
Уничтожены все мои сторонники беки,
Расстроилось и ушло от меня право,
Неуважаемые в моём обществе люди
Надели мой атлас, и шаль мою.
Нухинец посягнул на мою жизнь,
Собрались и схватили меня со всех мест,
Отрезал вражеский палач верх моей головы,
Хватало плохое, ах состояние моё.
Решился и позвал я того великого,
Обратное намерение своё увидел, друг.
Больной Мюштаг я, осталась расстроенной
На стороне моего дорого дитя, ах, рука моя.
Оригинальный текст (азерб.)

Ey ağalar, düşdüm təxtü-tacımdan,

Dağıldı nökərim, həm malım mənim.

Neçə kərə əzmi-səfər eylədim,

Tərsə təbdil oldu iqbalım mənim.

Fələk bükdü belim, oxşatdı yaya,

Axıtdı yaşımı döndərdi çaya,

Axır gündə ömrüm keçdi ah-vaya,

Lap pərişan oldu əhvalım mənim.

Oldum zarü-giryan, vardım hər yana,

Bir kimsənə imdad qılmadı mənə,

Müzəyyən otağım qaldı düşmənə,

Tarac oldu taxtım, həm malım mənim.

Qırıldı bəylərim, cümlə havadar,

Üzüldü, əlimdən getdi ixtiyar,

Məclisimdə sayılmayan adamlar

Geydilər atlasım, həm şalım mənim.

Nuxalı eylədi canım qəsdimi,

Yığılıb yer-yerdən tutdular məni,

Kəsdi yağı cəllad başım üstünü,

Yetdi yaman yerə, vay halım mənim.

Üz tutdum, çağırdın o zülcəlalı,

Muradım əksini mən gördüm, vəli.

Xəstə Müştaqi’yəm, qaldı üzülü

Əziz balam sarı, ah, əlim mənim.